# روبرت ساذرلاند
روبرت ساذرلاند (بالإنجليزية: Robert Sutherland)‏ هو محامي كندي وجامايكي، ولد في 1830، وتوفي في 1878.